# Roland Gunesch
Roland Gunesch (nascut el 25 de març de 1944 a Daia, Mureş), és un exjugador d'handbol romanès, d'ètnia germànica, que va competir als Jocs Olímpics de 1972 i als Jocs Olímpics de 1976.
El 1970 formà part de la selecció romanesa que va guanyar l'or al Campionat del món de 1970, i quatre anys més tard també va guanyar l'or al Campionat del món de 1974.
Als Jocs Olímpics de 1972 hi obtingué una medalla de bronze amb l'equip romanès. Hi va jugar els sis partits, i marcà nou gols. Quatre anys més tard guanyà la medalla d'argent, també amb Romania. Hi jugà tres partits.
Fou descobert com a talent de l'handbol per Hans Zultner, el seu professor d'educació física a l'institut, a Sighișoara, i després de graduar-se, va jugar pel Politehnica Timişoara.
El 1993 Roland Gunesch va esdevenir ciutadà alemany.